# Старе Купіскі
Старе Купіскі (пол. Stare Kupiski) — село в Польщі, у гміні Ломжа Ломжинського повіту Підляського воєводства.
Населення — 1268 осіб (2011).
У 1975-1998 роках село належало до Ломжинського воєводства.

## Демографія
Демографічна структура станом на 31 березня 2011 року:
|          | Загалом | Допрацездатний вік | Працездатний вік | Постпрацездатний вік |
| -------- | ------- | ------------------ | ---------------- | -------------------- |
| Чоловіки | 638     | 164                | 434              | 40                   |
| Жінки    | 630     | 168                | 378              | 84                   |
| Разом    | 1268    | 332                | 812              | 124                  |